# Tanjung Raya (Sukau)
Tanjung Raya is een bestuurslaag in het regentschap Lampung Barat van de provincie Lampung, Indonesië. Tanjung Raya telt 5042 inwoners (volkstelling 2010).